# Palais Joumblatt

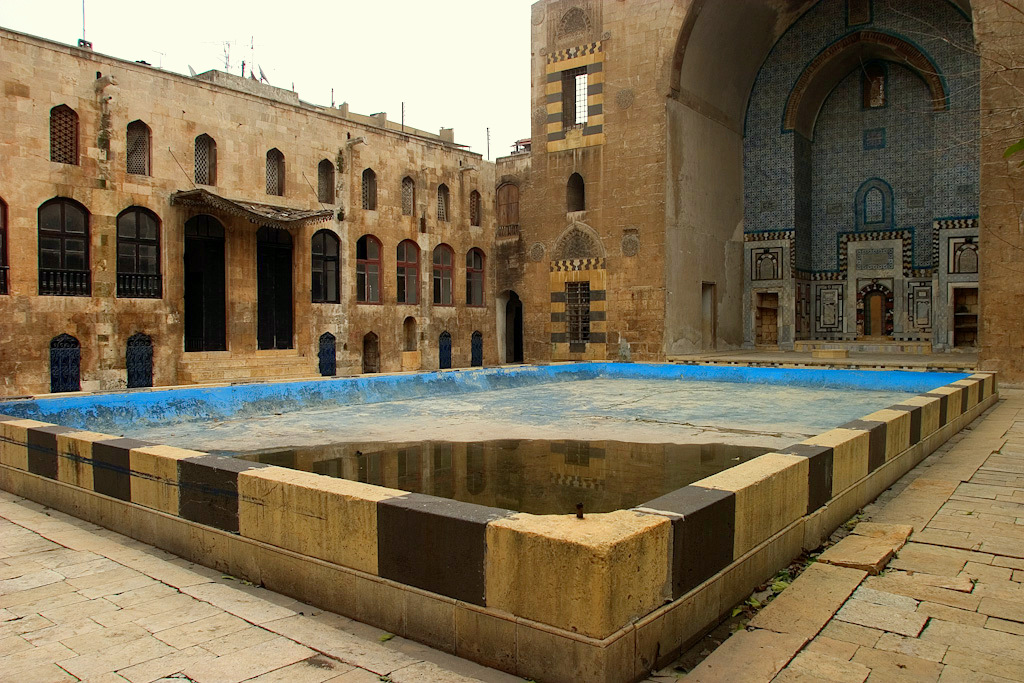
La cour du palais avec l'iwan au fond.

Le palais Joumblatt (قصر جنبلاط) est un palais sis à Alep, deuxième ville de Syrie, dans le Nord du pays. Il a été construit dans la seconde moitié du XVIe siècle pour Joumblatt ibn Qassim, émir de la famille Joumblatt. Il sert en 1604-1605 de résidence au wali ottoman d'Alep, Hussein Pacha Janpolad (Joumblatt).
Le palais se trouve dans le quartier d'al-Bandareh dans la vieille ville d'Alep. Selon l'historien Kamel al-Ghazzi, la construction du palais aurait coûté la somme de mille lires ottomanes. La famille al-Kawakibi acquiert le palais en 1766 dont descend le moufti d'Alep, le cheikh Hassan Afandi al-Kawakibi qui en fait sa résidence en 1814.
Le palais Joumblatt possède le plus grand iwan de la ville, orné d'exquis carreaux de céramique ornés d'arabesques, avec des inscriptions persanes. Comme la plupart des demeures traditionnelles arabes, la cour de forme rectangulaire comprend un grand bassin en son milieu. Par la suite plusieurs bâtiments sont démolis, dont la maison des gardes et les écuries disparues dans les années 1960.